# إدوارد إس. غودفري
إدوارد إس. غودفري (بالإنجليزية: Edward S. Godfrey, Jr.)‏ هو طبيب أمريكي، ولد في 1878، وتوفي في 1960.